# Арнолд Йост фон Бентхайм-Текленбург
Арнолд Йост фон Бентхайм-Бентхайм (на немски: Arnold Jost von Bentheim-Bentheim; * 4 април 1580; † 10 февруари 1643) от фамилията Бентхайм-Текленбург е от 1606 до 1643 г. граф на Графство Бентхайм и Графство Щайнфурт.
Той е четвъртият син на граф Арнолд II фон Бентхайм-Текленбург (1554 – 1606) и Магдалена фон Нойенар-Алпен (ок. 1550 – 1626), дъщеря на граф Гумпрехт II фон Нойенар-Алпен.
Брат е на Ебервин Вирих (1576 – 1596 в Падуа), Адолф (1577 – 1623), Вилхелм Хайнрих (1584 – 1632), Конрад Гумпрехт (1585 – 1618), Фридрих Лудолф (1587 – 1629), на Анна (1579 – 1624), омъжена 1595 г. за княз Кристиан I фон Анхалт-Бернбург, Амоена Амалия (1586 – 1625), омъжена 1606 г. за княз Лудвиг I фон Анхалт-Кьотен, и на Магдалена (1591 – 1649), омъжена 1631 г. за граф Георг Ернст фон Лимбург-Щирум.
След смъртта на баща му през 1606 г. братята управляват първо заедно и през 1609 г. поделят собствеността. Арнолд Йобст и Вилхелм Хайнрих получават управлението на имперските графства Бентхайм и Щайнфурт.
Арнолд Йост фон Бентхайм-Бентхайм умира на 10 февруари 1643 г. на 62 години в Бентхайм, Долна Саксония.

## Фамилия
Арнолд Йост фон Бентхайм-Бентхайм се жени на 2 октомври 1608 г. в Бюдинген за графиня Анна Амалия фон Изенбург-Бюдинген (* 3 октомври 1591 в Бирщайн; † 16 ноември 1667 в Бентхайм), дъщеря на граф Волфганг Ернст I фон Изенбург-Бюдинген (1560 – 1633) и първата му съпруга графиня Анна фон Глайхен-Рембда (1565 – 1598). Те имат децата:
- Амьона Елизабет (* 27 февруари 1623; † 27 секември 1701), омъжена на 1 февруари 1654 г. в Бад Бентхайм за граф Карл Ото фон Золмс-Лаубах (1633 – 1676)
- Ернст Вилхелм (* 6 декември 1623; † 26 август 1693), граф на фон Бентхайм-Бентхайм-Щайнфурт (1643 – 1693), женен I. на 21 август 1661 г. в Бентхайм за графиня Гертруд фон Целст (1640 – 1679), II. на 5 август 1678 г. за графиня Анна Изабела фон Лимбург-Гемен (ок. 1625 – 1723)[[
- Анна Магдалена (ок. 1615 – 1692), омъжена сл. 13 юни 1647 г. за граф Александер II фон Велен (ок. 1610 – 1675)
- Анна Елизабет, омъжена за Йобст Герхард, фрайхер фон Еферен, Хал
- Филип Конрад (* 2 юли 1627; † 8 май 1668), женен на 21 март 1661 г. за графиня Анна Елизабет Вилхелмина фон Бентхайм-Текленбург (1641 – 1696), дъщеря на граф Мориц фон Бентхайм-Текленбург
- Волфганг Арнолд фон Бентхайм-Щайнфурт
- Вилхелм фон Бентхайм-Щайнфурт († 1628)